# Солнечное затмение 25 ноября 2030 года
Солнечное затмение 25 ноября 2030 года — солнечное затмение 133 сароса, которое можно будет увидеть в Ботсване, ЮАР, Австралии и Антарктиде.
Максимальная фаза затмения составит 1.0468 и достигнет своего максимума в 6:51:37 UTC. Максимальная длительность полной фазы — 3 минуты и 10 секунды, а лунная тень на земной поверхности достигнет ширины 169 км. Следующее затмение данного сароса произойдёт 5 декабря 2048 года.
Предыдущее солнечное затмение произойдёт 1 июня 2030 года, а следующее — 21 мая 2031 года.